# Flash Gordon
|  | Aquest article tracta sobre el personatge de ficció. Si cerqueu l'àlbum de la banda Queen, vegeu «Flash Gordon (àlbum)». |

Flash Gordon és un personatge de ficció de còmic creat pel dibuixant Alex Raymond el 7 de gener del 1934 per al King Features Syndicate, com a pàgina dominical. Malgrat haver estat creat inicialment per competir amb la sèrie ja establerta de Buck Rogers en el terreny de la ciència-ficció, ràpidament va desenvolupar més popularitat i va esdevenir més perdurable en el temps.
La tira còmica Flash Gordon ha estat traslladada a una àmplia varietat de suports, incloent pel·lícules i sèries de televisió.

## Creació
La tira còmica de Buck Rogers havia tingut èxit comercial, havia generat novetats i joguines infantils, i King Features Syndicate va decidir crear la seva pròpia tira còmica de ciència-ficció per competir-hi. Al principi King Features va intentar adquirir els drets de les històries de John Carter of Mars de Edgar Rice Burroughs, però el sindicat no va poder arribar a un acord amb Burroughs. King Features es va dirigir llavors a Alex Raymond, un dels seus artistes, per crear la història.
Una de les inspiracions per Flash Gordon va ser la novel·la de Philip Wylie When Worlds Collide (1933). Els temes d'un planeta que s'acostava a la Terra i d'un heroi atlètic, la seva xicota i un científic que viatjava al coet al nou planeta, van ser adaptats per Raymond per a la història inicial. Les primeres mostres de Raymond van ser rebutjades per no contenir prou seqüències d'acció. Raymond va reelaborar la història i la va enviar de nou al sindicat, que la va acceptar. Raymond es va associar a Don Moore, un editor i escriptor experimentat. La primera història de Raymond va aparèixer el gener de 1934, al costat de Jungle Jim. La tira de Flash Gordon va ser ben rebuda pels lectors de diaris, convertint-se en una de les historietes nord-americanes més populars dels anys trenta.
Igual que Buck Rogers, l'èxit de Flash Gordon va donar lloc a la venda de nombrosos productes amb llicència, inclosos llibres desplegables, llibres per pintar i joguines de naus espacials i pistoles de rajos.

## Història i personatges
La tira Flash Gordon va publicar-se cada dia des del 1934 fins al 1992, i la tira del diumenge va continuar fins al 2003. Les impressions encara estan sindicades per King Features Syndicate.
La historieta segueix les aventures de Flash Gordon, un atractiu jugador de polo i graduat de la Universitat Yale i els seus companys Dale Arden i el doctor Hans Zarkov. La història comença amb la Terra amenaçada per una col·lisió amb el planeta Mongo. El doctor Zarkov inventa un coet per viatjar a l'espai per intentar aturar el desastre. Mig boig, segresta Flash i Dale i viatgen al planeta. Hi aterren al planeta i entren en conflicte amb Ming the Merciless, el malvat governant de Mongo.
Durant molts anys, els tres companys tenen aventures sobre Mongo, viatjant al regne forestal d'Arboria, governat pel Príncep Barin; el regne glacial de Frigia, governat per la reina Fria; el regne de la selva de Tropica, governat per la reina Desira; el regne submarí dels homes de tauró, governat pel rei Kala; i la ciutat voladora dels Hawkmen (homes falcó), governada pel príncep Vultan. Se'ls uneix en diverses de les primerenques aventures el príncep Thun dels homes de lleó. Finalment, Ming és enderrocat i Mongo és governat per un consell de líders liderat per Barin.
Flash i els seus amics tornen a la Terra i tenen algunes aventures abans de tornar a Mongo i estavellar-se al regne de Tropica, per després retrobar-se amb Barin i altres. Flash i els seus amics viatgen a altres mons i tornen a Mongo, on el príncep Barin, casat amb la filla de Ming, la princesa Aura, ha establert una regla pacífica (excepte per revoltes freqüents dirigides per Ming o per un dels seus molts descendents).
A la dècada de 1950, Flash es va convertir en un astronauta que va viatjar a altres planetes a més de Mongo. La història llarga de la guerra de Skorpi porta a Flash a altres sistemes estel·lars, utilitzant naus estel·lars que són més ràpides que la llum.
A més de Ming i els seus aliats, Flash i els seus amics també van lluitar contra altres malvats, incloent Azura, la reina bruixa; Brukka, cap dels gegants de Frigia; l'organització feixista de la Red Sword (Espasa Roja) a la Terra; i Brazor, el tirànic usurpador de Tropica.
Després del mandat de Raymond, els escriptors posteriors van crear nous enemics per combatre Flash. Austin Briggs va crear Kang the Cruel, fill de Ming. El príncep Polon, que tenia el poder d'encongir o engrandir les criatures vives, la sense escrúpuls reina Rubia i el Pyron el Comet Master es trobaven entre els antagonistes introduïts durant l'etapa de Mac Raboy. Els Skorpi, una raça de canviadors de forma alienígena que volien conquistar la galàxia, eren repel·lents enemics tant a les històries de Mac Raboy com les de Dan Barry. El lluitador espacial Skorpi Flying ace baró Dak-Tula es va convertir en una némesi periòdica de Flash a les històries de finals dels anys 70.

## Autors
- Tira dominical, Alex Raymond, 1934–1943
- Tira diària, Austin Briggs, 1940–1944
- Dominical, Austin Briggs, 1944–1948
- Dominical, Mac Raboy, 1948–1967
- Diària, Dan Barry, 1951–1990, que va ser assistit als guions per Harvey Kurtzman i Harry Harrison i als dibuixos per diversos autors, inclosos Frank Frazetta, Al Williamson, Bob Fujitani, Jack Davis, Sy Barry, Fred Kida i Emil Gershwin[11][12]
- Diària, Harry Harrison, escriptor, 1958–1964
- Dominical, Dan Barry, 1967–1990
- Dominical i diària, Ralph Reese i Bruce Jones, Gray Morrow, 1990–1991
- Dominical i diària, Thomas Warkentin i Andrés Klacik, 1991–1992
- Dominical, Richard Bruning, Kevin VanHook, Thomas Warkentin i Andrés Klacik, 1992–1996
- Dominical, Jim Keefe, 1996 - 2003, qui va ser ajudat puntualment per altres dibuixants incloent Williamson, John Romita Sr. i Joe Kubert.[13]

No oficials
- L'Avventuroso (Itàlia) Guido Fantoni, 1938
- Bravo (Bèlgica)- Edgar P. Jacobs, 1941

## Valoració crítica
Flash Gordon és considerat com un dels còmics d'aventura estatunidencs millor dibuixats i influents. La historiadora d'art de ciència-ficció Jane Frank va afirmar que a causa del seu treball a Flash Gordon, "Raymond is one of the most famous science fiction artists of all time, although he never contributed an illustration to any science fiction magazine or book" (Raymond és un dels artistes de ciència-ficció més famosos de tots els temps, tot i que mai no va contribuir amb cap il·lustració a cap revista o llibre de ciència-ficció). L'artista de còmics Jerry Robinson va dir que "What made Flash Gordon a classic strip was Raymond's artistry and the rich imagination he brought to his conceptions of the future" (El que va fer de Flash Gordon una tira clàssica va ser l'art de Raymond i la rica imaginació que va aportar a les seves concepcions del futur) i va descriure els anys finals de l'etapa de Raymond com caracteritzats per un "sleek, brilliantly polished brush work" (treball raspallat, brillant i elegant). L'historiador de ciència-ficció John Clute va afirmar que "The comics version of Flash Gordon was graceful, imaginative and soaring" (La versió de còmic de Flash Gordon tenia gràcia, era imaginativa i elevada) i la incloïa en una llista dels còmics de ciència-ficció nord-americans més importants. En un article sobre Raymond a The Comics Journal, R.C. Harvey va declarar que el Flash Gordon de Raymond mostrava "a technical virtuosity matched on the comics pages only by Harold Foster in Prince Valiant" (un virtuosisme tècnic comparable a les pàgines de còmics només a les de Harold Foster a El príncep valent).The Encyclopedia of Science Fiction va declarar que l'estil elaborat d'ombres de Flash Gordon i la seva història exòtica el va convertir en un dels còmics més influents i que el seu art va emfatitzar un "barroc romàntic.".

## Influència
Flash Gordon (juntament amb Buck Rogers) va tenir una gran influència en les tires còmiques de ciència-ficció posteriors, com la estatunidenca Don Dixon and the Hidden Empire (1935 a 1941) de Carl Pfeufer i Bob Moore. A Itàlia, Guido Fantoni va dibuixar Flash Gordon el 1938, després de ser prohibit pel règim feixista. A Bèlgica, Edgar P. Jacobs va rebre l'encàrrec de produir una historieta ciència-ficció amb l'estil de Flash Gordon. La nova tira de Jacobs, Le Rayon U va començar la seva publicació seriada a la revista Bravo el 1943. Aquesta versió tenia quadres de text que descrivien l'acció i el diàleg, a l'estil de molts còmics belgues de l'època, similar a la versió de Hal Foster de Tarzan i El príncep valent. El 1974, Jacobs va reformular Le Rayon U per incloure bombolles de parla. Aquesta versió va ser publicada a la revista Tintin i en forma de llibre per Dargaud - Le Lombard. El còmic britànic. The Trigan Empire, de Mike Butterworth i Don Lawrence, també bevia de l'estil artístic de Flash Gordon.
 Flash Gordon  també va influir en els primers personatges de còmics de superherois. Jerry Siegel i Joe Shuster van basar l'uniforme de Superman en les calces i la capa de vestits que portava Flash Gordon. El dibuix de Batman de Bob Kane a la portada de Detective Comics nº 27 (la primera aparició del personatge) es va basar en un dibuix d'Alex Raymond, de 1937, de Flash Gordon. Dennis Neville va modelar l'uniforme de l'heroi de còmic Hawkman en els personatges de "Hawkmen" de la historieta de Flash Gordon de Raymond. A Avengers: Infinity War, Iron Man es refereix burleta a Star-Lord com Flash Gordon per la seva aparença similar i per tractar-se tots dos d'herois espacials.

## En altres mitjans
Flash Gordon arribaria a convertir-se en un dels icons més importants de la cultura popular, tenint adaptacions a diferents mitjans, com el cinema i la televisió.

### Pel·lícules

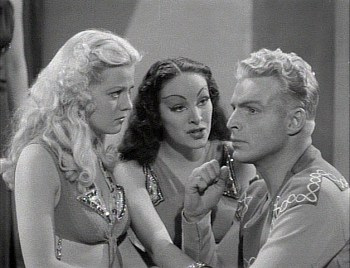
Escena de Flash Gordon (1936).

A finals dels anys 1930 es va realitzar tres sèries sobre el personatge protagonitzats per Buster Crabbe: Flash Gordon (1936), Flash Gordon's Trip to Mars (1938) i Flash Gordon Conquers the Universe (1940). La sèrie de 1936 Flash Gordon es va condensar en un llargmetratge titulat Flash Gordon o Rocket Ship o Space Soldiers o Flash Gordon: Spaceship to the Unknown; el serial de 1938 en un llargmetratge titulat Flash Gordon: The Deadly Ray from Mars; i el de 1940 en un llargometratge titulat The Purple Death from Outer Space.
Als anys 1970 diversos directors destacats van intentar fer pel·lícules del personatge incloent Federico Fellini i George Lucas, qui no va poder adquirir els drets de Dino De Laurentiis i va decidir crear Star Wars. De Laurentiis va contractar Nicolas Roeg per fer una pel·lícula de Flash Gordon, però no va quedar satisfet amb les idees de Roeg i aquest va deixar el projecte. Sergio Leone va declinar una proposta perquè no creia que el guió fos fidel a les tires originals de Raymond. Finalment, De Laurentiis va contractar Mike Hodges per dirigir la pel·lícula Flash Gordon. Protagonitzada per Sam J. Jones com  Flash , amb Melody Anderson interpretant Dale Arden, Chaim Topol com el Dr. Zarkov, Max von Sydow com Ming, Timothy Dalton com el Príncep Barin i Ornella Muti com Aura, la pel·lícula és especialment coneguda per la seva banda sonora composta i interpretada pel grup musical Queen, amb material addicional de Howard Blake.

### Televisió
El personatge va protagonitzar una sèrie de televisió de 39 episodis (1954-55).
En 1979, la companyia de molts dibuixos animats Filmation, va produir una sèrie animada basada en la historieta i és recordada com una de les millors produccions d'aquest estudi. Filmation havia començat prèviament una pel·lícula per a televisió Flash Gordon: The Greatest Adventure of All, que no es va estrenar fins al 1982.
A 1986 a la sèrie animada Defensors of the Earth, produïda per la companyia King Features, Flash lideraba un equip d'herois de còmic d'aquest sindicat com Mandrake i The Phantom.
A 1996 Hearst Entertainment va realitzar una sèrie de dibuixos animats per a la televisió.
El 2007, el canal SciFi va començar a produir una nova entrega de l'heroi on el contacte amb Mong deixa de fer-se mitjançant espais espacials, utilitzant "portals" de comunicació. Flash (Eric Johnson), Dale (Gina Holden) i els seus companys van i venen del planeta inhòspit a la terra constantment. En aquesta nova versió Ming (John Ralston) no té cap de les seves característiques orientals.

### Ràdio
A partir del 22 d'abril de 1935, la tira es va adaptar a The Amazing Interplanetary Adventures of Flash Gordon, un serial de ràdio setmanal de 26 episodis. La sèrie va seguir la tira de molt de prop, i va suposar una adaptació setmanal de la tira dominical durant la major part de la seva carrera.
Flash Gordon va ser interpretat per Gale Gordon. El repartiment també incloïa Maurice Franklin com Dr. Zarkov i Bruno Wick com Ming the Merciless.
Dos dies més tard del final de la sèrie, el 28 d'octubre, The Further Interplanetary Adventures of Flash Gordon es va estrenar com programa diari de quatre episodis per setmana. Va tenir 60 episodis acabant el 6 de febrer de 1936.

### Comic book
Al llarg dels anys diverses editorials han publicat còmics de Flash Gordon, tant reimpressions com històries originals.
- David McKay Publications King Comics #1-155 (1936 - 1949) (reimpressions de tires)
- Dell Comics Four Color Comics #10, 84, 173, 190, 204, 247, 424, 512; Flash Gordon #2 (1945 - 1953) (les 2 primeres reimpressions de tires)
- Harvey Comics #1-5 (1950) (reimpressions de tires)
- Gold Key Comics #1 (1965) (repressió de Four Color Comics #173]
- King Comics #1-11 (1966 - 1967) (també a Phantom #18-20)
- Charlton Comics #12-18 (1969 - 1970)
- Gold Key Comics #19-27 (1978 - 1979); i amb el nom de "Whitman Comics" #28-37 (1980 - 1982)

Diversos números de la sèrie de King Comics va ser dibuixada per Al Williamson, que va guanyar el Premi National Cartoonists Society de 1966 pel seu treball a la sèrie. Williamson després va dir, "I was paying homage to Alex [Raymond], you know. I tried to treat his creation with respect and dignity and tried to do it to the best of my ability. I find that other artists who have done Flash Gordon just don't seem to get the feeling of the strip, you know. Flash is a noble guy and it's kind of nice to have that kind of a hero." (Jo estava fent un homenatge a Alex [Raymond], ja ho sabeu. Vaig intentar tractar la seva creació amb respecte i dignitat i vaig intentar fer-ho al màxim de la meva capacitat. Em sembla que altres artistes que han fet Flash Gordon no semblen tenir la sensació de la tira, ja ho sabeu. Flash és un noi noble i és molt bo tenir aquest tipus d'heroi). King també va fer una versió en còmic com a part de la seva Comics Reading Library als anys 1970.
Williamson va oferir art per a una adaptació de Western Publishing a la pel·lícula de Dino De Laurentiis Flash Gordon, escrita per Bruce Jones. Va ser publicat per Western Publishing tant en format de tapa dura com en softcover per coincidir amb el llançament de la pel·lícula, i també es va serialitzar en tres números del còmic Flash Gordon de Whitman, #31-33, de març a maig de 1981.
El 1988, Dan Jurgens va escriure una versió modernitzada de la tira còmic en una minisèrie de nou números per a DC Comics. Presenta a Flash com jugador de bàsquet que troba un nou propòsit en la vida a Mongo, Dale com una periodista aventurera que és tan capaç com Flash, i Ming de pell grisa que repon menys a l'estereotip asiàtic. La sèrie va tenir els nou números previstos i va deixar un final obert. Tot i que Mongo no era una amenaça per a la Terra en aquesta sèrie, tenia la intenció de conquerir la Terra un cop que va forçar el doctor Zarkov a dissenyar les naus necessàries.
El 1995, Marvel Comics va publicar una nova sèrie de dos números, escrita per Mark Schultz amb art d'Al Williamson, a l'estil dels còmics que aquest havia produït per a King i altres.
Ardden Entertainment va publicar una nova sèrie de còmics a l'agost de 2008. La sèrie va ser escrita per Brendan Deneen i Paul Green. Ardden també va publicar una antologia de Flash Gordon titulada The Secret History of Mongo.
Una reimpressió de tots els còmics  Flash Gordon  d'Al Williamson en blanc i negre va ser imprès per Flesk el 2009.
El 2010, Dark Horse Comics va iniciar una sèrie de reimpressions en tapa dura, començant pels còmics originals publicats per Dell. El segon volum cobreix els còmics publicats per King Comics; el tercer, els publicats per Charlton Comics; el quart, els publicats per Gold Key i el cinquè, els publicats per Whitman.
El 2011, Dynamite Entertainment va començar una nova sèrie anomenada Flash Gordon: Zeitgeist. La sèrie està escrita per Eric Trautmann, a partir d'una història i dissenys de Alex Ross i il·lustrada per Daniel Lindro. La companyia també va produir una minisèrie derivada, Merciless: The Rise of Ming, el 2012, amb història i art de Scott Beatty i Ron Adrian. Després d'una minisèrie crossover anomenada 'King's Watch' (on, com a Defenders of the Earth, Flash Gordon forma equip amb Mandrake i The Phantom encara que estès al segle XXI), Dynamite va llançar una nova sèrie en curs de Flash Gordon el 2014, amb història i art de Jeff Parker i Evan "Doc" Shaner. El 2015, Dynamite va donar-hi continuïtat amb una altra minisèrie de Flash Gordon com a part de les seves sèries "King: Dynamite". Aquesta sèrie ha estat escrita per Ben Acker i Ben Blacker i il·lustrada per Lee Ferguson.

### Novel·les
El 1936, un número de Flash Gordon Strange Adventure Magazine va ser publicat per Harold Hersey, presentant una novel·la de Flash Gordon, titulada The Master of Mars. Va ser escrita per l'autor James Edison Northford, basada (més o menys) en les històries de les tires còmiques i incluent il·lustracions a color que recordaven l'art d'Alex Raymond. A les darreres pàgines anticipava una segona entrega, The Sun Men of Saturn, però mai no es va imprimir. El número de Flash Gordon Strange Adventure Magazine s'ha convertit en un article molt buscat pels col·leccionistes de revistes de polpa.
El 1973, Avon books va publicar una sèrie de sis llibres de novel·les de Flash Gordon orientades a adults: The Lion Men of Mongo, The Plague of Sound, The Circus Space, The Time Trap of Ming XIII, The Witch Queen of Mongo i The War of the Cybernauts. Tot i que els llibres van ser acreditats a Alex Raymond, els primers tres van ser escrits per l'escriptor de ciència-ficció Ron Goulart (amb el nom de nom de ploma "Con Steffanson") i les altres tres novel·les eren de Bruce Cassiday (les primeres amb el nom de "Steffanson" i les dues últimes amb el pseudònim "Carson Bingham").
El 1980, Tempo Books va publicar una sèrie de David Hagberg: Massacre in the 22nd Century, War of the Citadels, Crisis on Citadel II, Forces from the Federation, Citadels under Attack i Citadels on Earth. Excepte pels noms de l'heroi i els personatges de Dale Arden and Dr. Hans Zarkov, aquesta sèrie té poc en comú amb les altres versions de Flash Gordon.